# Hljómar
Hljómar, aussi appelé Thor's Hammer, est un groupe islandais de rock, originaire de Suðurnes, Keflavík, actif entre 1963 et 1969.

## Histoire
Le groupe est formé le 5 octobre 1963 et est resté actif pendant six ans, soit jusqu'en 1969. Hljómar est l'un des groupes les plus populaires d'Islande au début du XXe siècle, et c'est avec lui que la Beatlesmania a vraiment commencé son incursion en Islande.
Le groupe Hljómar est formé par les plus jeunes membres du groupe de Guðmund Ingólfsson, le guitariste Gunnar Þórðarson, le chanteur Einar Júlíusson et le guitariste Erling Björnsson. Ils sont rejoints par le batteur Eggert Kristinsson et Rúnar Júlíusson qui jouent de la basse. Le groupe joue pour la première fois à Krossin à Ytri-Njarðvík, mais se popularise au niveau national après un concert à Háskólbíó, le 4 mars 1964. Hljómar est le premier groupe islandais catégorisé Beatles à atteindre une popularité grand public. Le groupe effectue plusieurs changements de line-up jusqu'en 1969, date à laquelle il se sépare. Plusieurs de ses membres participent à la fondation de Trúbrot en 1969.
Hljór joue dans le film Umbarumbamba sorti en 1966, qui s'appelait Sveitaball en islandais. Un album homonyme sort au Royaume-Uni sous le nom de Thor's Hammer, puis le groupe joue à l'extérieur du pays,. Cet album deviendra plus tard très recherché par les collectionneurs.

## Discographie

### Albums studio
- 1967 : Hljómar
- 1974 : 74

### Singles et EP
- 1965 : Fyrsti Kossinn / Bláu Augun Þín (single)
- 1965 : Fjögur Ný Lög (EP)
- 1968 : Hljómar (EP)